# 루차 리브레 AAA 월드와이드
루차 리브레 AAA 월드 와이드(Lucha Libre AAA Worldwide) 또는 아시스텐시아 아세소리아 이 아드미니스트라시온(Asistencia, Asesoría y Administración, 약자 AAA)는 멕시코의 프로레슬링 양대 메이져단체 중 하나로, 루차 리브레 스타일의 레슬링을 추구한다. 1992년 라이벌 단체 CMLL에서 탈단한 안토니오 페나가 창립하였다. AAA는 미국의 WWE, TNA, RoH처럼 페이 퍼 뷰 (Pay-Per-View)를 개최하는데 이는 멕시코뿐만이 아니라 미국이나 일본에서도 열린다. 다른 단체와는 차별을 위해 8각형의 링을 사용한다. AAA는 지금까지 수많은 북미단체와 제휴를 맺어왔는데 WWE가 그러했고 현재는 일본 메이져 단체 중 하나인 노아와 미국의 단체 GFW와 제휴관계에 있다.

## 역사
1992년 CMLL의 각본진이었던 안토니오 페나가 창립한 이래 당대 최고 단체였던 WWE , wCw 등과 제휴관계를 맺어왔다. 2006년 10월 6일 안토니오 페나가 심장마비로 사망한 이후 조아퀸 론단과 그의 아들이 AAA를 소유하게 되었고 2008년에는 미국에서 페이 퍼 뷰를 개최하기도 했다. 또한 2010년에는 비디오 게임인 히어로즈 델 링이 발표된다.

## TNA와의 제휴관계
AAA는 미국의 단체 중 하나인 TNA와 2004년부터 제휴관계를 맺게된다. 그해 TNA에서 개최한 월드 X-컵 토너먼트에 자사의 선수인 후벤투드 게레라, 헥토르 가르자, 아비스모 니그로 , 헤비 메탈 , 미스터 아길라가 출전하였고 TNA 월드 X-컵 우승컵을 차지하게 된다. 그러다가 제휴관계가 잠시 중단되는가 싶더니 2006년부터 다시 제휴관계가 성립된다. 2011년 다시 TNA와 3년간 제휴관계를 형성했으며, 2017년 다시 제휴관계가 된다.

## GFW와의 제휴관계
2014년 6월 2014년 출범한 미국의 새로운 단체 GFW와 제휴관계를 맺는다.

## 현재 챔피언
| 타이틀                            | 챔피언                                              | 전 챔피언                   | 이벤트                   | 획득한 날짜      |
| --------------------------------- | --------------------------------------------------- | --------------------------- | ------------------------ | ---------------- |
| AAA 월드 헤비웨이트 챔피언        | 레이 와그너                                         | 자니 문도                   | Guerra de Titanes (2018) | 2018년 1월 26일  |
| AAA 라틴 아메리칸 챔피언          | 엘 히 조 델 판타스마                                | 자니 문도                   | Héroes Inmortales XI     | 2016년 10월 1일  |
| AAA 크루져웨이트 챔피언           | 호주자살                                            | 랜슬롯                      | de Titanes (2018)        | 2018년 1월 26일  |
| AAA 월드 태그팀 챔피언            | 쿠르 보와 에스코 리아                               | 몬스터 크라운 & 멀더 크라운 | -                        | 2017년 12월 16일 |
| AAA 월드 트리오스 챔피언          | 티토 산타나 , 카타 브라바 주니어 , 모코 코타 주니어 | 로스 오쥐티                 | Guerra de Titanes (2018  | 2018년 1월 26일  |
| AAA 레이나 데 레이나스 챔피언     | 파비 아파치                                         | 라디 샤니                   | Guerra de Titanes (2018) | 2018년 1월 26일  |
| AAA 월드 미니 에스트렐라스 챔피언 | 미니 사이코 어릿 광대                               | 딘아스티아                  | AAA 월드와인드 쇼        | 2017년 5월 26일  |
| AAA 월드 믹스트 태그팀 챔피언     | 니노 햄버거 & 빅 마미                               | 누에 보라 레도              | -                        | 2017년 6월 19일  |

## 폐지된 챔피언
| 타이틀 명칭                      | 마지막 챔피언                              | 생선된 날짜     | 폐지된 날짜     |
| -------------------------------- | ------------------------------------------ | --------------- | --------------- |
| 멕시칸 내셔널 아토미코스 챔피언  | 공석                                       | 1996년 8월 9일  | 2009년 1월 25일 |
| 멕시칸 내셔널 헤비웨이트 챔피언  | 찰리 멘슨                                  | 1926년          | 2008년 12월     |
| 멕시칸 내셔널 미들웨이트 챔피언  | 옥타곤                                     | 1933년          | 2008년 12월     |
| 멕시칸 내셔널 태그팀 챔피언      | 옥타곤 & 라파카                            | 1967년 6월 14일 | 2008년 12월     |
| AAA 아메리카스 헤비웨이트 챔피언 | 센그리 치카나                              | 1996년 2월 2일  | 2006년          |
| AAA 캄페온 데 캄페온스 챔피언    | 사이버네티코                               | 1996년 6월 15일 | 2005년          |
| AAA 아메리카스 트리오즈 챔피언   | 빌라노 3세 & 빌라노 4세 & 발리노 5세       | 1996년 3월 8일  | 1996년          |
| AAA 마스코트 태그팀 챔피언       | 엘 알브리제 & 큐이제                       | 2002년 12월 3일 | 2009년 4월 7일  |
| AAA 노던 태그팀 챔피언           | 포더 델 노르테 (티그레 코타 & 티토 산타나) | N/A             | 2010년 3월 7일  |

## 소속된 로스터

### 남성 레슬러
- 아에로 스타
- 아레브리제
- 앙헬리코
- 아르헤니스
- 오스트레일리안 수어사이드
- 아베흐노
- 벵갈라
- 체스맨
- 다크 쿠에보
- 디나스티아
- 드라고
- 엘 아파체
- 엘 엘레기도
- 엘 메시아스
- 엘 조로
- 그론다
- 히조 델 판타스마
- 조 라이더
- 라 파카
- 맘바
- 마스카라 아노 2000 주니어
- 마스카리타 사그라다
- 몬스터 크라운
- 머더 크라운
- 니노 햄버구에사
- 옥타곤시토
- 파카 니그라
- 싸이코 크라운
- 테하노 주니어
- 베넘

### 여성 레슬러
- 페이비 아파체
- 핌피넬라 에스카라타
- 타야 발키리

### 태그팀
- 라 헤르만다드 187 (니초 엘 밀리어네리오 & 조 라이더)
- 로스 벨로스 스톤스 (알렌 스톤 & 크리스 스톤)
- 로스 매니아코스 (실버 킹 & 얼티모 글라디도르)

### 스테이블
- 로스 비자로스 (사이버네티코 & 아마데우스 & 찰리 멘슨 & 에스코리아 & 니그마 & 타부)
- 더 블랙 패밀리 (다크 오즈 & 다크 쿠에르보 & 다크 에스피리트)
- 라 레종 익스트란제라 (코난 & 체스맨 & 엘 히조 델 타이탄티스 & 엘 일리걸 & 제니퍼 블레이크 & 엘 조로)
- 라 밀리시아 (데크니스 & 알렌 스톤 & 빌리 보이 & 크리스 스톤 & 슈퍼 플라이 & 티그레 코타 & 티노 산타나)
- 로스 피에로스 델 말 (엘 히조 델 피에로 아쿠아요 & 데미안 666 & 할로윈 & L.A 파크 & 슈퍼 크레이지 & X-플라이)
- 로스 싸이코 써커스 (머더 크라운 & 싸이코 크라운 & 몬스터 크라운)
- 포텐시아 먼다이얼 (닥터 웨그너 주니어 & 머더 크라운 & 싸이코 크라운 & 몬스터 크라운)
- 레알 푸에르자 아에레아 (에어로 스타 & 레라도 키드 & 아르제니스 & 아토믹 보이)
- 라 소사이다드 (라 레종 익스트란제라 + 로스 피에로스 델 말 + 로스 매니아코스)

### 심판 및 중계진
- 아르투로 리베라 (PBP 해설자)
- 닥터 알폰소 모랄레스 (PBP 해설자)
- 코페테스 살랄자르 (심판)
- 도리안 롤단 (라 소사이다드 리더)
- 엘 히조 델 타이탄티스 (심판)
- 조이킨 롤단 (회장)
- 페페 카사스 (심판)
- 엘 피에로 (심판)

## 명예의 전당 헌액자
- 2007년 - 레이 미스테리오 , 안토니오 페나
- 2008년 - 에디 게레로
- 2009년 - 페페 카사스
- 2011년 - 옥타곤
- 2012년 - 페로 아구아요
- 2013년 - 아비스모 네그로